# ツルレイシ属
ツルレイシ属（ニガウリ属、Momordica）はウリ科に分類される属である。幾つかの野菜として栽培される種を含み、日本でも栽培されている種がある。果実は突起が多く、完熟すると黄変し、割れて赤い多汁の仮種皮に包まれた種子を露出する。
ツルレイシ属に含まれる植物に下記の種があげられる。
- Momordica charantia - ナガレイシ（広義のツルレイシともされる）
  - var. pavel - ツルレイシ（ニガウリ）
- Momordica cochinchinensis - ナンバンカラスウリ
- Momordica dioica - カックロール

なお、ラカンカ（羅漢果）（Siraitia grosvenorii、旧学名Momordica grosvenori）はこれまでツルレイシ属に分類されていたが、近年になって学名が変更された。